# Guedila
 (juin 2012).
Si vous disposez d'ouvrages ou d'articles de référence ou si vous connaissez des sites web de qualité traitant du thème abordé ici, merci de compléter l'article en donnant les références utiles à sa vérifiabilité et en les liant à la section « Notes et références ».
Guedila est une marque algérienne d'eau minérale prélevée de la source Guedila et exploitée par la société Guedila sur la commune de Djemorah, dans la wilaya de Biskra, dans le sud-est algérien.

## Historique
L'eau minérale Guedila a sa source au pied de la montagne de Guedila.